# Peer Baierlein

Peer Baierlein (2024)

Peer Baierlein (* 16. Mai 1972 in Stuttgart) ist ein deutscher Musiker und Komponist.

## Leben
Peer Baierlein begann mit sieben Jahren Akkordeon zu spielen, bevor er mit neun Jahren zur Trompete wechselte. Nach einigen Jahren im örtlichen Musikverein folgte 1988 als 16-Jähriger – während seiner Abiturzeit in Stuttgart – zeitgleich ein Studium als Jungstudent an der Musikhochschule Köln, wo er später auch sein Diplom als Instrumentalpädagoge und Orchestermusiker bei Professor Malte Burba absolvierte. Während dieser Zeit war Baierlein ebenfalls Schüler von Arno Lange an der Deutschen Oper in Berlin und 1. Trompeter der Jungen Süddeutschen Philharmonie.
1996 ging er nach Belgien, um dort bei Bert Joris am Lemmensinstituut zusätzlich Jazz zu studieren. Er unterbrach sein Studium im Jahr 2000 für einen einjährigen Aufenthalt in New York City, bevor er 2002 seinen Abschluss als meester in de muziek machte. Es folgte ein weiteres Studium mit dem Spezialgebiet Leadtrompete. 2004 begann er Klassische Komposition bei Piet Swerts zu studieren, gefolgt von weiteren Studien der Filmmusik und Orchestrierung bei Denis Pousseur, Victor Kissine und Jean-Luc Fafchamps am Conservatoire Royal de Mons. Zwischen 2011 und 2013 studierte er Neue Medien an der Hochschule für Musik und Theater Hamburg.
Seit 2007 arbeitet er als Komponist, musikalischer Leiter und Musiker für zahlreiche Theater in Deutschland, der Schweiz und Österreich.
Seit 2016 komponiert Peer Baierlein verstärkt für klassisches Orchester, Vokal- und Instrumental-Ensembles. 2022 folgten erste Auftragsarbeiten für das Hessische Staatsballett unter der Leitung von Tim Plegge und das Mecklenburgische Staatsballett („Ballett X Schwerin“) unter der Leitung von Xenia Wiest. 2023 arbeitete Peer Baierlein zum ersten Mal mit der Mecklenburgischen Staatskapelle unter der Leitung von Aki Schmitt.

## Werkverzeichnis (Auswahl) für Orchester, Vokal- und Instrumental-Ensembles
- 2016: Concerto – for small ensemble
- 2016: Concerto No.1 (Doppelkonzert für Trompete, Posaune und Sinfonie-Orchester)
- 2016: 255 (Doppelkonzert für Marimba, Vibraphone und Sinfonie-Orchester)
- 2017: Seelen-Trilogie ('Black Soul','Yellow Soul','Purple Soul' – für Sinfonie-Orchester, Gesang und Rockband) / Eutiner Festspiele[18]
- 2018: Hymnus für die 900-Jahr-Feier der Stadt Zwickau (für Sinfonie-Orchester, Orgel, 3 Chöre, Rockband und Dom-Glocken)[19]
- 2021: Ode an die Pop-Musik[20] (zeitgenössische Neu-Kompositionen mit Motiven bekannter Pop-Klassiker für Bläser-Nonett plus Kontrabass)[21]
- 2021: Pentagon of Poetry (5 Werke für Gesangsensemble mit Texten von Goethe, Nietzsche und Lenau).
- 2022: Hymnus an die Musiek (für Doppel-Quartett Vokalensemble)[22]
- 2023: Der Kleine Prinz (für Sinfonie-Orchester)[23]
- 2023: SaHaHaKral & Daheim (2 Werke für SATB Vokalensemble)
- 2024: Davids Bündler (für Sinfonie Orchester)[24]
- 2024: L'appel du vide[25] (Concerto für Doppelchor a Capella)
- 2025: A Glimpse of Schwitters (für SSATB Vokal-Ensemble)
- 2025: Times and Ages (für SSATB Vokal-Ensemble, 2 Bass Gamben, Theorbe, Cembalo & Percussion)

## Tanz
- 2021: Memento[26] (Choreographie: Tim Plegge) / Hessisches Staatsballett[15]
- 2022: Remember The Ladies[27] (Choreographie: Xenia Wiest) / Mecklenburgisches Staatsballett[28]
- 2023: Der kleine Prinz (Neu-Adaption / Choreographie: Xenia Wiest) / Mecklenburgisches Staatsballett / Mecklenburgische Staatskapelle Schwerin[29]

## Oper
- 2012: Remixe der Bühnenmusik für Manon von Jules Massenet (Regie: Silvana Schröder) / Musikalische Leitung: Leo Siberski / Opernhaus Kiel
- 2017: zusätzliche Kompositionen für Der Freischütz (Carl Maria von Weber) / Eutiner Festspiele / Musikalische Leitung: Leo Siberski

## Publikationen
- 2017: Pjotr Iljitsch Tschaikowski Kinderalbum op.39 für Streicherensemble (Universal Edition)[30]

## Orchestrierungen
- 2018: Orchestrierungen für das SaselHaus von Johann Sebastian Bach, Robert Schumann, Edvard Grieg, Claude Debussy, Georges Bizet, Johannes Brahms, Joseph Haydn und Bedřich Smetana für Klarinette, Fagott, Violine, Bass, Trompete, Posaune und Percussion
- 2021: Verschiedene Orchestrierungen für das WDR Funkhausorchester
- 2023: 2 sächsische Weihnachtslieder für AuditivVokal für 8-stimmiges SATB-Vokalensemble
- 2024/25: Hommage para Luiz[31] für klassisches Orchester[32]

## Theaterarbeiten als Musiker
- 2007: Tintenherz (Regie: Markus Bothe) / Deutsches Schauspielhaus Hamburg
- 2009: Pünktchen und Anton (Regie: Katharina Wienecke) / Deutsches Schauspielhaus Hamburg
- 2010: Die Dreigroschenoper (Regie: Jarg Pataki) / Deutsches Schauspielhaus Hamburg
- 2011: Cyrano de Bergerac (Regie: Dominique Pitoiset) / Deutsches Schauspielhaus Hamburg
- 2013: Die Jungfrau von Orleans (Regie: Claudia Bauer) / Niedersächsisches Staatstheater Hannover
- 2014: Artus (Regie: Markus Bothe) / Deutsches Schauspielhaus Hamburg
- 2019: Mutter Courage / Bertolt Brecht[33] / (Regie: Laura Linnenbaum) / Staatstheater Kassel

## Theaterarbeiten als Komponist und Musikalischer Leiter
- 2011: Der Reigen (Regie: Claudia Bauer) / Theater Magdeburg
- 2011: Cyrano de Bergerac (Regie: Dominique Pitoiset) / Deutsches Schauspielhaus Hamburg
- 2012: Seymour oder ich bin nur aus Versehen hier (Regie: Claudia Bauer) / Niedersächsisches Staatstheater Hannover
- 2012: Tartuffe (Regie: Claudia Bauer) / Staatstheater Stuttgart
- 2013: Die Jungfrau von Orleans (Regie: Claudia Bauer) / Niedersächsisches Staatstheater Hannover
- 2013: Und dann (Wolfram Höll) / (Regie: Claudia Bauer) / Schauspiel Leipzig / außerdem Heidelberger Stückemarkt 2014, Mülheimer Theatertage 2014, Autorentheatertagen Berlin 2014 und Biennale Venedig 2017
- 2014: Volpone oder Der Fuchs (Ben Jonson) / (Regie: Claudia Bauer) / Stadttheater Bern[34]
- 2014: Faust. Der Tragödie erster Teil (Johann Wolfgang von Goethe) / (Regie: Claudia Bauer) / Stadttheater Bern
- 2015: Die Verwirrungen des Zöglings Törleß (Regie: Claudia Bauer) / Niedersächsisches Staatstheater Hannover
- 2015: Splendid’s / Jean Genet / (Regie: Claudia Bauer) / Schauspiel Leipzig
- 2016: Der Menschenfeind / Molière / (Regie: Claudia Bauer) / Theater Basel / außerdem Biennale Venedig 2017
- 2016: 89/90[35] / Peter Richter / (Regie: Claudia Bauer) / Schauspiel Leipzig / Einladung Theatertreffen 2017
- 2017: Schlaraffenland / Philipp Löhle / (Regie: Claudia Bauer) / Theater Basel
- 2017: Faust (Werner Schwab) / (Regie: Claudia Bauer) / Schauspiel Graz[36]
- 2018: Faust (Johann Wolfgang von Goethe) / (Regie: Enrico Lübbe) / Schauspiel Leipzig[37]
- 2019: Der Aufhaltsame Aufstieg Des Arturo Ui[38]/ Bertolt Brecht / (Regie: Claudia Bauer) / Niedersächsisches Staatstheater Hannover
- 2020: Mephisto (Klaus Mann) / (Regie: Claudia Bauer) / Schauspiel Frankfurt[39]
- 2021: Die Rechtschaffenen Mörder (Ingo Schulze) / (Regie: Claudia Bauer) / Staatsschauspiel Dresden[40]
- 2021: Widerstand (Lukas Rietzschel) / (Regie: Enrico Lübbe) / Schauspiel Leipzig
- 2022: Der Diskrete Charme der Bourgeoisie (Luis Buñuel) / (Regie: Claudia Bauer) / Schauspiel Frankfurt[41]
- 2022: Humanistää! (Ernst Jandl Texte) / (Regie: Claudia Bauer) / Volkstheater Wien / u. a. Einladung Theatertreffen[42]
- 2023: Malina (Ingeborg Bachmann) / (Regie: Claudia Bauer) / Volkstheater Wien[42]
- 2023: Ur-Sonate (Kurt Schwitters) / (Regie: Claudia Bauer) / Deutsches Theater Berlin[43]
- 2024: Die Schattenpräsidentinnen Oder: Hinter jedem großen Idioten gibt es sieben Frauen, die versuchen, ihn am Leben zu halten. (Selina Fillinger) / (Regie: Claudia Bauer) / Deutsches Schauspielhaus Hamburg[44]
- 2024: Schiff der Träume (Federico Fellini) / (Regie: Claudia Bauer / Anna Bergmann) / Deutsches Theater Berlin[45]
- 2025: Der Girschkarten (Lukas Rietzschel) / (Regie: Enrico Lübbe) / Schauspiel Leipzig

## Einladungen/Auszeichnungen / Stipendien
- 2014: Einladung zum Heidelberger Stückemarkt, zu den Mülheimer Theatertagen und zu den Autorentheatertagen Berlin mit der Produktion Und dann (Wolfram Höll)
- 2017: Einladung zur Biennale Venedig mit der Produktion Und dann (Wolfram Höll)
- 2017: Einladung zum Berliner Theatertreffen mit der Produktion 89/90
- 2022: Auszeichnung in Theater heute für: Beste Inszenierung 2022 – mit der Produktion Humanistää![46]
- 2022: Auszeichnung beim Nestroy-Theaterpreis für: Beste Aufführung im deutschsprachigen Raum 2022
- 2024/25: Stipendium der Roger Willemsen Stiftung im mare-Künstlerhaus[47]

## Hörbücher
- 2014: Quotenkiller / (Produzent: Klaus-Michael Klingsporn) / Deutschlandradio Kultur[48]

## Diskographie (Auswahl)
- 2004: Issues
- 2006: Open Questions[49]
- 2009: Cycles[50]
- 2015: One[51]
- 2015: me² + 1[52]